# 施瓦岑湖 (貝希特斯加登阿爾卑斯山脈)

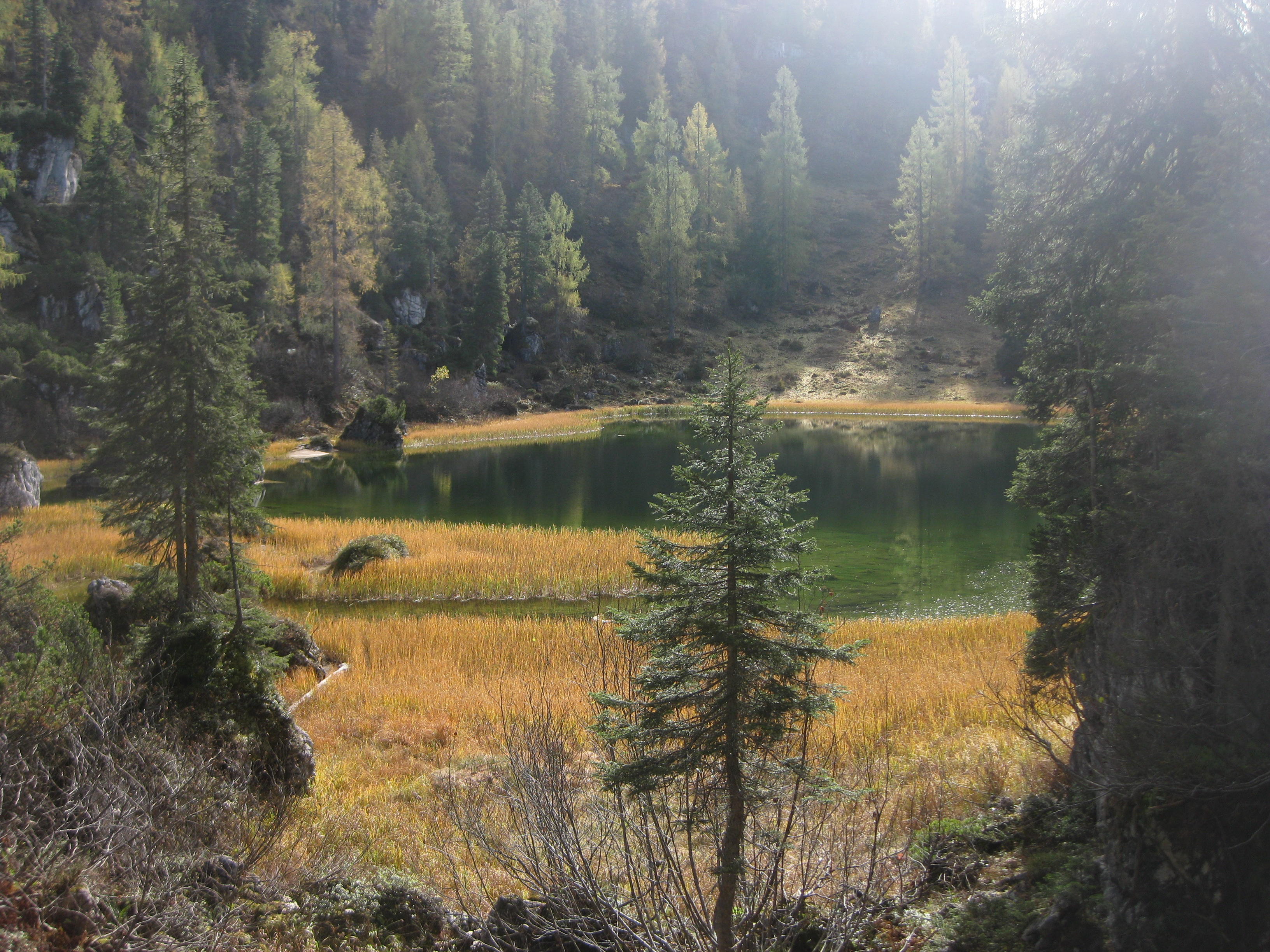

47°30′22″N 12°58′06″E / 47.5062°N 12.9684°E
施瓦岑湖（德語：Schwarzensee），是德國的湖泊，位於該國東南部，由巴伐利亞州負責管轄，處於貝希特斯加登阿爾卑斯山脈，長0.1公里、寬0.1公里，面積0.006平方公里，海拔高度1,568米，湖岸線長度0.3公里。